# Martinovo, Montana
Martinovo (în bulgară Мартиново) este un sat în comuna Ciprovți, regiunea Montana,  Bulgaria. 

## Demografie
Componența etnică a satului Martinovo
     Bulgari (93,3%)
     Romi (5,94%)
     Nicio identificare (0,74%)
     Altele (0%)
La recensământul din 2011, populația satului Martinovo era de 269 locuitori. Din punct de vedere etnic, majoritatea locuitorilor (93,3%) erau bulgari, cu o minoritate de romi (5,94%). Pentru 0,74% din locuitori nu este cunoscută apartenența etnică.